# Alburnus hohenackeri
Alburnus hohenackeri är en fiskart som beskrevs av Kessler, 1877. Alburnus hohenackeri ingår i släktet Alburnus och familjen karpfiskar. IUCN kategoriserar arten globalt som livskraftig. Inga underarter finns listade i Catalogue of Life.